# Eugène Buret
Pour les articles homonymes, voir Buret.
Eugène Buret, de son vrai nom Antoine-Eugène Buret, né le 6 octobre 1810 à Troyes et mort le 23 août 1842 à Saint-Leu-Taverny en Seine-et-Oise, est un philosophe, économiste, sociologue et journaliste français. 

## Biographie
Il est un disciple de Jean-Charles-Léonard Simonde de Sismondi.
Économiste et sociologue, il est attaché à la rédaction du Courrier français.
En 1837, l'Académie des sciences morales et politiques lance un concours sur le thème «  Déterminer en quoi consiste et par quels signes se manifeste la misère en divers pays. Rechercher les causes qui la produisent ». Comme les réponses sont jugées insuffisantes, le délai est prolongé jusqu'en décembre 1839. Buret prend connaissance du concours en 1839. Parmi les vingt-deux soumissions, Buret remporte une médaille d'or dotée de 2 500 francs. 
Son texte primé lui a fourni les bases de son ouvrage sur La misère des classes laborieuses en France et en Angleterre (1841) qui est considérée comme l'une des contributions les plus importantes portant sur les débats autour de la paupérisation vers 1840. Son travail apparaît quatre ans avant le travail similaire de Friedrich Engels sur la situation de la classe ouvrière en Angleterre publié en 1845.
Buret utilise le prix du concours pour effectuer un voyage d’études en Angleterre, qu’il ne connaissait jusqu’alors que de façon livresque, et découvrir le prolétariat britannique. Il se rend ensuite Algérie, où il rencontre le général Bugeaud et écrit pour lui un exposé sur la colonisation française en Algérie, qui sera sa dernière publication avant sa mort.
Pierre-Joseph Proudhon et Karl Marx étudieront et se référenceront à ses travaux approfondis sur la situation des classes laborieuses en France et en Angleterre.

## Pensée
Buret se proclame économiquement libéral. Il s'interroge sur la notion même de salariat, qu'il considère comme étant en un sens contradictoire avec sa conception de la société libérale, qui est censée être fondée sur l’échange de choses entre des hommes libres.
Buret, dans la lignée de Sismondi, affirme que l’économie ne peut être que « politique » et « morale ».

## Œuvres
- Carl Ritter: Géographie générale comparée, ou Étude de la terre dans ses rapports avec la nature et avec l'histoire de l'homme. Pour servir de base à l'étude et à l'enseignement de sciences physiques et historiques. Société typographique belge, 1838
- La misère des classes laborieuses en Angleterre et en France. 1840; Reprint 1979, googlebooks
- Question d'Afrique: de la double conquête de l'Algérie par la guerre et la colonisation : suivi d'un examen critique du gouvernement, de l'administration et de la situation coloniale. 1842 googlebooks
- Adolphe Blanqui, Pellegrino Rossi, Eugène Buret: Cours d'économie politique; Histoire de l'économie politique en Europe depuis les anciens jusqu'à nos jours. Bruxelles, 1843.  (voir Karl Marx: Le Capital, livre III, MEW 25, P. 811.).